# تیه (دودمان بیستم مصر)
| U33 | i | i | Z4 | B1 |

| U33 | i | i | Z4 | B1 |

تیه (انگلیسی: Tiye) ملکه همسر مصر باستان و همسر فرعی فرعون رامسس سوم در دوران حکومت دودمان بیستم مصر بود که او علیه او توطئه ای را برانگیخت.
تیه را از «پاپیروس قضایی تورین» می‌شناسیم که در آن توطئه حرمسرا علیه رامسس وجود داشت که در آن چندین نفر در مناصب بالا در دولت فرعون شرکت داشتند. توطئه گران می‌خواستند شاه را بکشند و به جای وارث منصوب که پسر تیتی، یکی از دو همسر اصلی شاه، پنتاور پسر تیه را بر تخت بنشانند.
رامسس توسط چندین مهاجم مورد حمله قرار گرفت، یکی گلویش را برید، دیگری انگشت شست پایش را با شمشیر یا تبر سنگین قطع کرد. با این حال، وارث تعیین‌شده او توانست اوضاع را کنترل کند و جانشین او به عنوان رامسس چهارم شد. توطئه‌گران دستگیر و محاکمه و سرانجام محکوم شدند. چند نفر از آنها اعدام یا مثله شدند. دیگران، از جمله پنتاور، مجبور به خودکشی شدند. معلوم نیست چه بر سر تیه آمده است.